# Hipolitów
Hipolitów [pronunciación en polaco: /xipɔˈlituf/] es un pueblo en el distrito administrativo de Gmina Wiskitki, dentro del Distrito de Żyrardów, Voivodato de Mazovia, en el centro-este de Polonia. Se encuentra aproximadamente 6 km al oeste de Wiskitki, 9 km al noroeste de Żyrardów, y 49 km al oeste de Varsovia.